# Эванс, Ли
Ли Эдвард Эванс (англ.  Lee Edward Evans; 25 февраля 1947, Мадера, Калифорния — 19 мая 2021, Лагос, Лагос) — американский легкоатлет (бег на 400 м).
Двукратный чемпион Олимпиады 1968 года в Мехико (бег на 400 м, эстафета 4×400 м).
На Олимпиаде в Мехико первым пробежал 400 м быстрее 44 секунд, установив один из «вечных» мировых рекордов (43,86), который был превзойдён только через 20 лет.